# د. أ. بينيبيكر

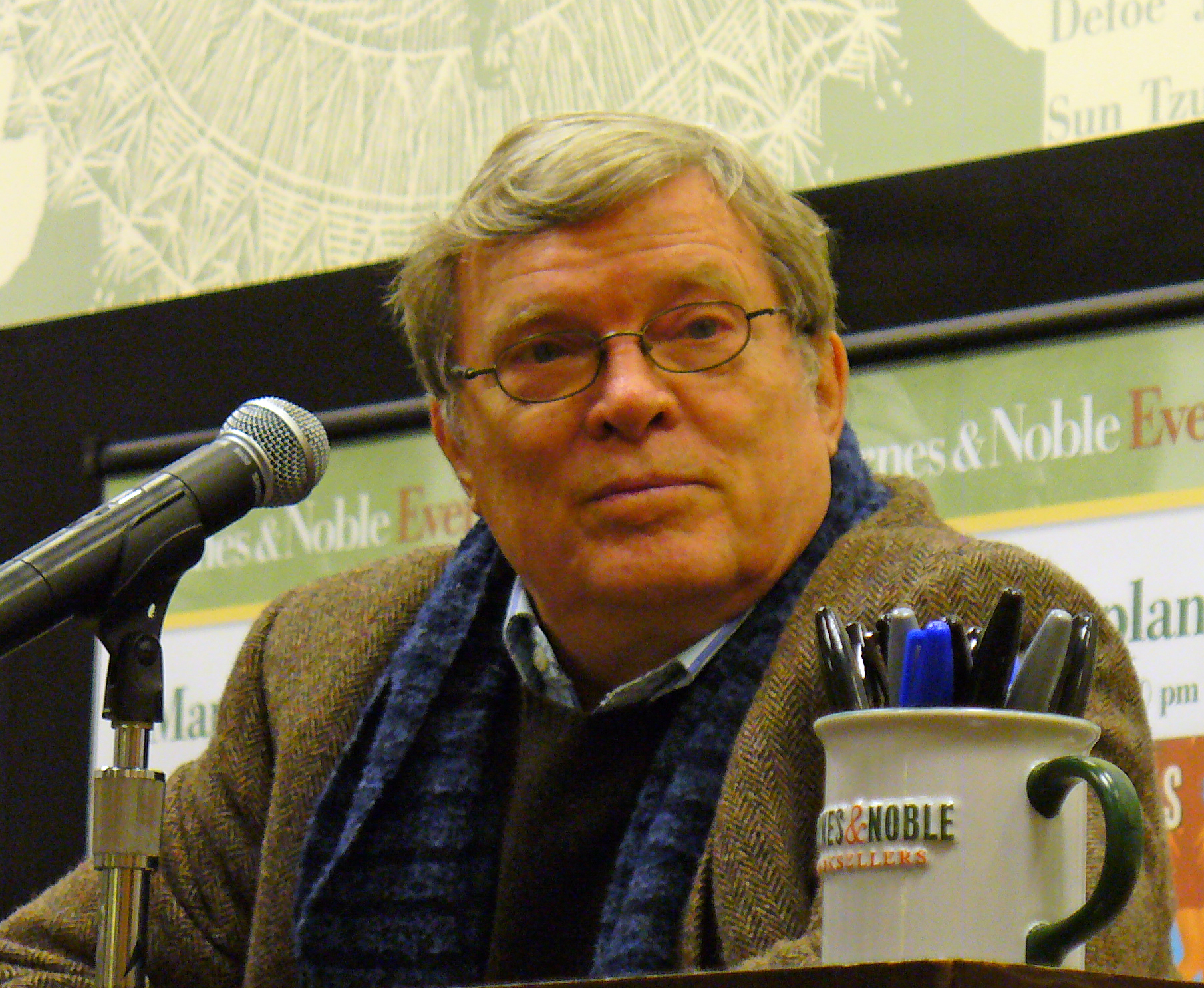
د. أ. بينيبيكر

كان دون آلان بينيبكر (بالإنجليزية: Donn Alan Pennebaker ؛ 15 يوليو 1925 - 1 أغسطس 2019) مخرج وثائقي أمريكي وأحد رواد السينما المباشرة. كانت الفنون المسرحية والسياسة موضوعاته الأساسية. في عام 2013، كرمت أكاديمية فنون وعلوم الصور المتحركة مجموعة أعماله بجائزة الأكاديمية الفخرية. تم استدعاء بينيباكر من قبل الإندبندنت على أنه «مؤرخ بارز لثقافة الستينيات المضادة».

## جزء من حياته
ولد بينيبيكر (المعروف باسم «بيني» لأصدقائه) في إيفانستون، إلينوي، ابن لوسيل ليفيك (ني ديمر) وجون بول بينيبيكر، الذي كان مصورًا تجاريًا. خدم بينيبيكر في البحرية خلال الحرب العالمية الثانية. ثم درس الهندسة في جامعة ييل وعمل لاحقًا كمهندس، حيث أسس هندسة الإلكترونيات (صانعي أول نظام حجز طيران محوسب) قبل أن يبدأ مسيرته السينمائية.
بعد الوقوع تحت تأثير صانع الأفلام التجريبي فرانسيس طومسون، أخرج بينيبيكر فيلمه الأول؛ «استراحة اليوم السريع»، في عام 1953؛ وقد كان مدهشًا جدًا. تم تعيينه على تسجيل كلاسيكي لـ «ديوك إلينغتون» يحمل نفس الاسم، ويتميز الفيلم القصير الذي يبلغ مدته خمس دقائق بمونتاج غامض للفيلم القريب أن يكون هدم الجادة الثالثة مترو أنفاق مرتفعة في مدينة نيويورك. تم إصداره في عام 1958. وفقًا لبنيباكر، استجاب إلينغتون للفيلم بشكل إيجابي.
في عام 1959، انضم بينيبيكر إلى تعاونية فيلميكرز لمشاركة المعدات وشارك في تأسيس «درو أسوشيتس» مع ريتشارد ليكوك ومحرر ومراسل مجلة LIFE السابق روبرت درو. لحظة حاسمة في تطوير السينما المباشرة، أنتجت المجموعة أفلامًا وثائقية لعملاء مثل ABC News (لمسلسلهم التلفزيوني، Close-up) وبث الحياة الزمنية (لمسلسلهم التلفزيوني المشترك، Living Camera). فيلمهم الرئيسي الأول، الابتدائي (1960)، وثق حملات جون إف كينيدي وهوبير همفري في الانتخابات التمهيدية الديمقراطية في ويسكونسن عام 1960. وقام كل من درو وليوكوك وبينيباكر، بالإضافة إلى المصورين ألبرت ميسيلز وتيرينس مكارتني فيلجيت وبيل نول، بتصوير الحملة من الفجر حتى منتصف الليل على مدار خمسة أيام. يعتبر على نطاق واسع أول نظرة صريحة وشاملة على الأحداث اليومية للسباق الرئاسي، وكان الفيلم الأول الذي يمكن أن تتحرك فيه كاميرا الصوت المتزامنة بحرية مع الشخصيات خلال قصة كسر، وهو إنجاز تقني كبير وضع أساس صناعة الأفلام الوثائقية الحديثة. تم اختياره لاحقًا كفيلم أمريكي تاريخي لإدراجه في سجل الأفلام الوطني بمكتبة الكونغرس في عام 1990.
تعاون مع المخرج الأسطوري جون-لوك جودار في بعض الأفلام.

## وصلات خارجية
د. أ. بينيبيكر على قاعدة بيانات الأفلام على الإنترنت